# Alexander Wassiljewitsch Turilin
Alexander Wassiljewitsch Turilin (russisch Александр Васильевич Турилин; * 30. Mai 1961 in Noworossijsk) ist ein russischer Konteradmiral.

## Leben
Turilin absolvierte 1983 die Kaspische Rotbanner-Offiziershochschule der Seestreitkräfte S.M. Kirow in Baku und diente anschließend bis 1986 in der Nordflotte als Gefechtsabschnittskommandeur für Navigation auf dem Lenkwaffenkreuzer Marschall Ustinow und von 1987 bis 1988 auf dem Zerstörer Otschajanny. Von 1990 bis 1993 war er Erster Offizier auf dem Zerstörer Otschajanny und übernahm vom 31. Mai 1993 bis 5. März 1994 dessen Kommando. Nach dem Tod eines Matrosen durch Erhängen in einer Arrestzelle des Schiffes wurde er seines Postens enthoben und diente daraufhin von 1994 bis 1998 als Wachoffizier auf dem Flugzeugträger Admiral Kusnezow. 1998 wurde er zunächst als Erster Offizier und anschließend bis 1999 als Kommandant des Atom-Raketenkreuzers Admiral Nachimow eingesetzt. Nach Absolvieren der Seekriegsakademie wurde er am 28. September 2000 Kommandant des Flugzeugträgers Admiral Kusnezow. Von 2003 bis 2004 fand er als Stellvertreter des Kommandeurs und von 2004 bis 2008 als Kommandeur der 43. Raketenschiffsdivision der Nordflotte Verwendung. Von 2008 bis 2010 besuchte er die Militärakademie des Generalstabes der Russischen Streitkräfte in Moskau. 
Im September 2010 wurde er auf Erlass des Präsidenten der Russischen Föderation Kommandeur der Marinebasis Noworossijsk der Schwarzmeerflotte.
Am 22. Dezember 2011 wurde Turilin durch Präsident Medwedew in den Ruhestand entlassen.

## Auszeichnungen
- Orden für Militärische Verdienste
- Orden „Für Verdienste zur See“
- weitere Medaillen